# Horní Dubenky
Horní Dubenky (en allemand : Ober Dubenken) est une commune du district de Jihlava, dans la région de Vysočina, en République tchèque. Sa population s'élevait à 551 habitants en 2024.

## Géographie
Horní Dubenky se trouve à 13 km à l'ouest-sud-ouest de Třešť, à 25 km au sud-ouest de Jihlava et à 111 km au sud-est de Prague.
La commune est limitée par Horní Ves au nord, par Batelov à l'est, par Řásná et Kaliště au sud, et par Jihlávka à l'ouest.

## Histoire
La première mention écrite de la localité date de 1385.

## Transports
Par la route, Horní Dubenky se trouve à 7,5 km de Počátky, à 15,5 km de Třešť, à 28,5 km de Jihlava et à 141 km de Prague.